# تانگاخزندگان
تانگاخزندگان (نام علمی: Tangasauridae) نام یک تیره از رده خزندگان است.